# 방가지똥
방가지똥(학명: Sonchus oleraceus)은 국화과에 속하는 두해살이풀이다. 들이나 길가에 저절로 나서 자란다.
줄기는 높이가 1m 가량이며 속이 비었다. 잎은 뿌리잎과 줄기잎이 있는데, 모두 긴 타원형이고 깃꼴로 갈라지며 가장자리에 들쭉날쭉한 톱니가 있다. 줄기잎은 밑부분이 줄기를 감싼다. 잎과 줄기는 녹백색을 띠고, 꺾으면 젖과 같은 희고 쓴 진이 나온다. 초여름에 가지 끝에 노란빛의 두상화가 방상꽃차례로 원줄기나 가지 끝에 피며, 꽃이 필 때 뿌리잎은 말라죽는다. 꽃이 진 뒤에 흰 갓털이 있는 씨가 바람에 날려 흩어진다.
대한민국 각지와 일본, 대만, 유라시아 대륙에 널리 분포한다.
사료로도 썩 좋다. 어린 순은 나물로 먹는다.

## 사진

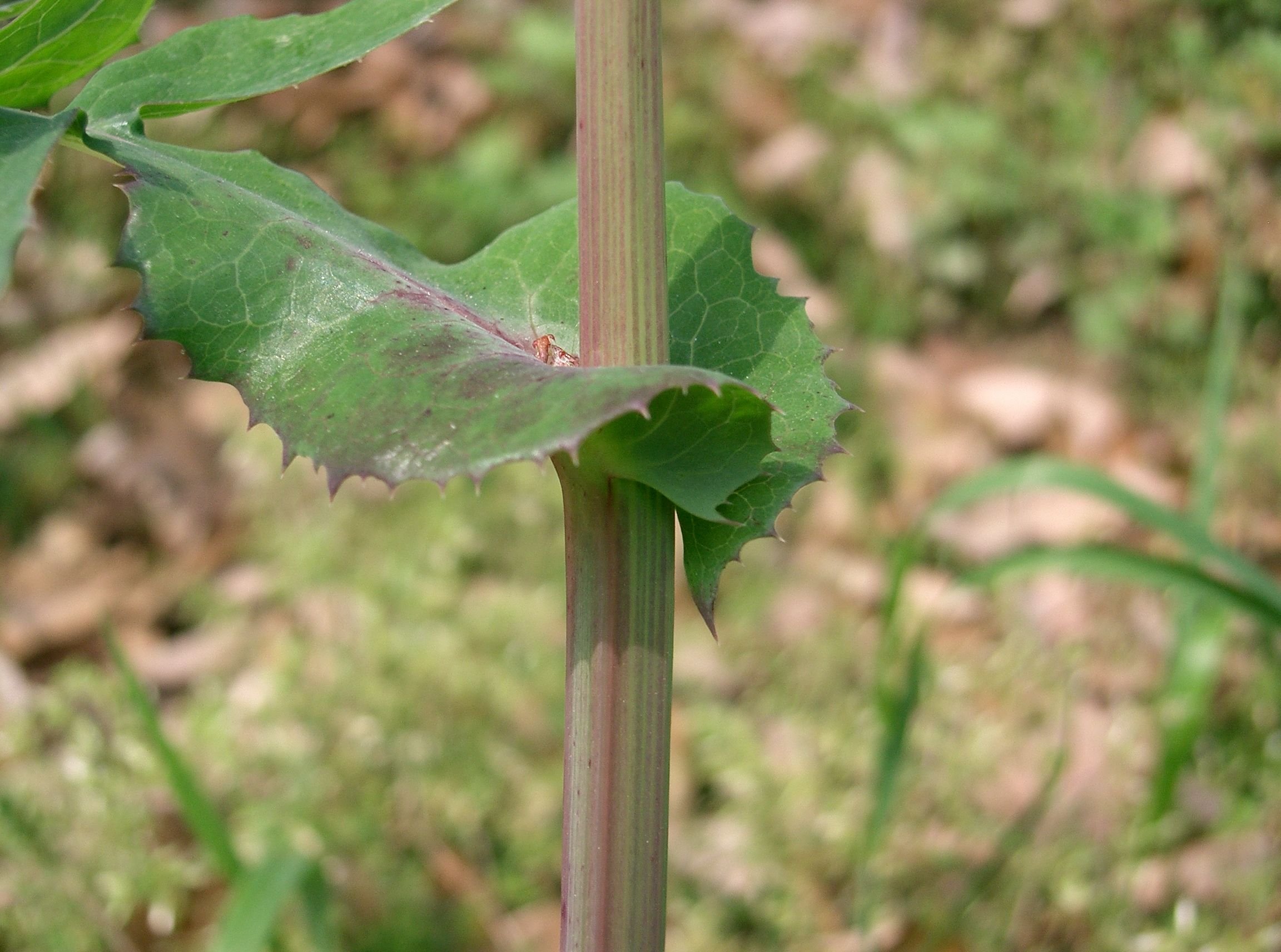
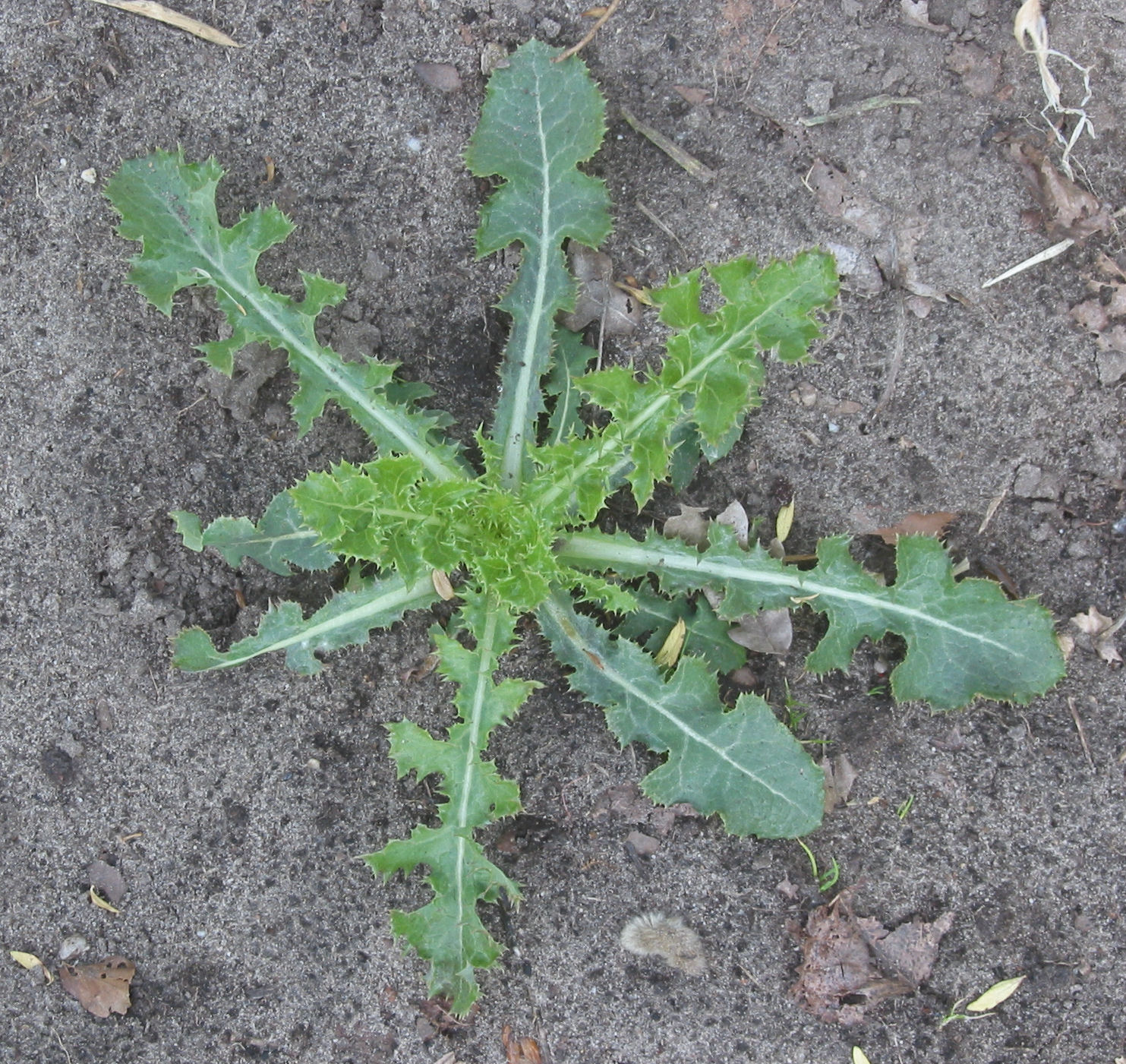
로제트.
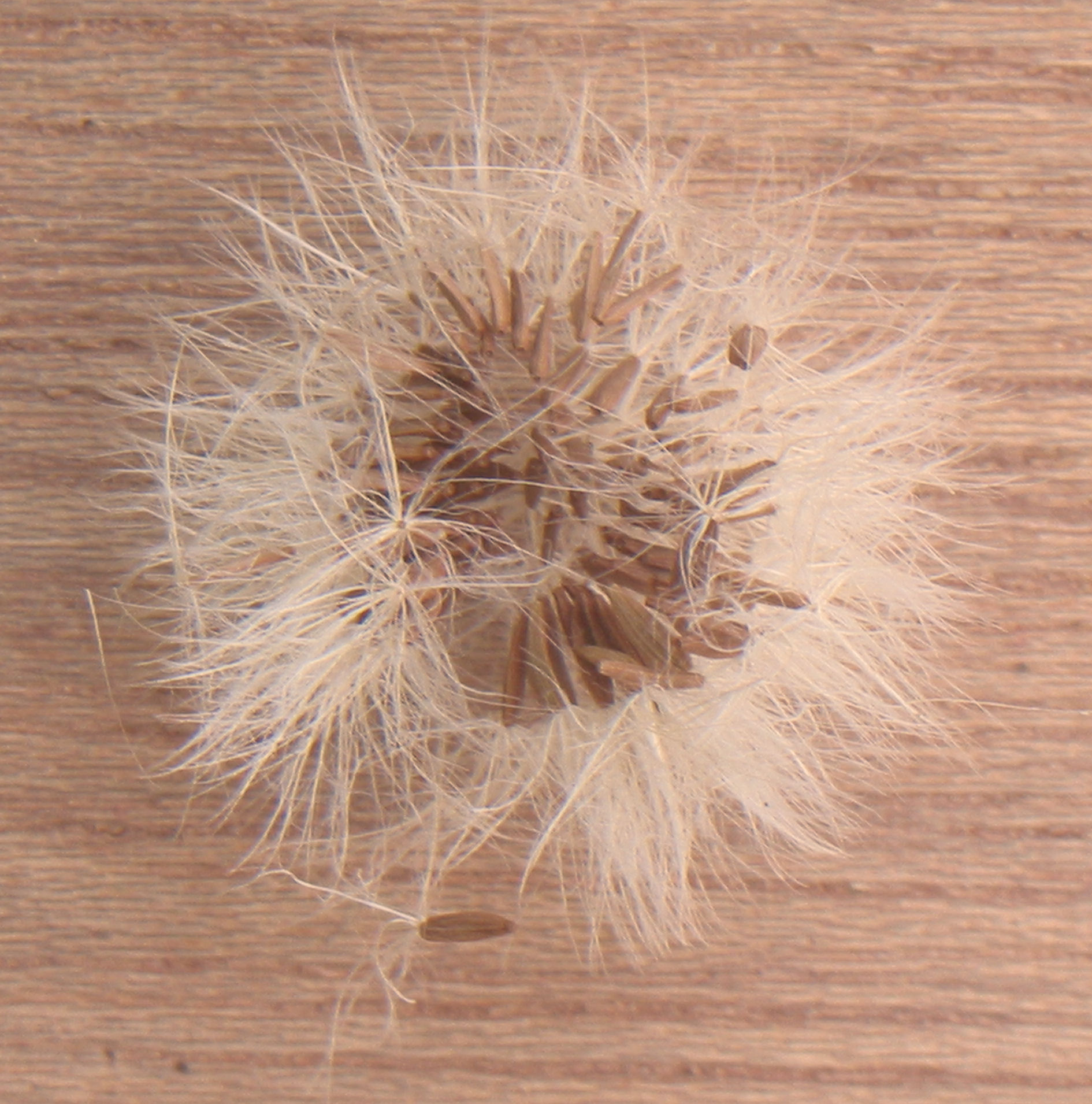
씨앗들.